# Kastilien-La Mancha
Kastilien-La Mancha (spanisch Castilla-La Mancha, offiziell Comunidad Autónoma de Castilla-La Mancha) ist eine spanische Autonome Gemeinschaft. Kastilien-La Mancha umfasst die Provinzen Albacete, Ciudad Real, Cuenca, Guadalajara und Toledo. Hauptstadt ist Toledo.
Die Autonome Gemeinschaft verfügt über eigene Cortes de Castilla-La Mancha.
Kastilien-La Mancha gehört zu der historischen zentralspanischen Landschaft Kastilien und ist auch als Neukastilien bekannt. Traditionell gehörte auch die Provinz Madrid zu Neukastilien, diese bildet aber seit 1983 die Autonome Gemeinschaft Madrid.

## Politische Gliederung
Kastilien-La Mancha ist in die fünf Provinzen Albacete, Ciudad Real, Cuenca, Guadalajara und Toledo unterteilt, die den Namen ihrer jeweiligen Hauptorte tragen und insgesamt 919 Gemeinden (municipios) umfassen.
Die südöstlich Madrids gelegene historische Region La Mancha findet sich dabei im Namen der sich jeweils in den Provinzen Ciudad Real, Toledo, Cuenca und Albacete befindenden beieinanderliegenden Comarcas Mancha, Mancha Alta de Toledo, La Mancha de Cuenca und Mancha Júcar-Centro (siehe Abbildung).
| Flagge                         | Provinz                    | Hauptstadt                 | Cod INE                    | Anzahl Comarcas | Anzahl Gerichts- bezirke | Anzahl Gemeinden | Einwohner (2024) | Fläche (km²) | Dichte (Einw./km²) |
| ------------------------------ | -------------------------- | -------------------------- | -------------------------- | --------------- | ------------------------ | ---------------- | ---------------- | ------------ | ------------------ |
| Flagge der Provinz Albacete    | Albacete                   | Albacete                   | 02000                      | 7               | 7                        | 87               | 388,599          | 14.922,64    | 26                 |
| Flagge der Provinz Ciudad Real | Ciudad Real                | Ciudad Real                | 13000                      | 5½              | 10                       | 102              | 492,640          | 19.812,76    | 25                 |
| Flagge der Provinz Cuenca      | Cuenca                     | Cuenca                     | 16000                      | 5               | 4                        | 238              | 197,606          | 17.138,59    | 12                 |
| Flagge der Provinz Guadalajara | Guadalajara                | Guadalajara                | 19000                      | 4               | 3                        | 288              | 279,860          | 12.213,25    | 23                 |
| Flagge der Provinz Toledo      | Toledo                     | Toledo                     | 45000                      | 9½              | 7                        | 204              | 740,148          | 15.368,62    | 48                 |
| Gesamt Kastilien-La Mancha     | Gesamt Kastilien-La Mancha | Gesamt Kastilien-La Mancha | Gesamt Kastilien-La Mancha | 32              | 31                       | 919              | 2,098,853        | 67.242,61    | 31                 |

|  |  |

## Geographie
Mit 79.463 km² Landfläche ist Kastilien-La Mancha etwa so groß wie Tschechien. Es erstreckt sich damit über 15,7 % der spanischen Landmasse. Mit einer geringen Bevölkerungsdichte von 26,5 Einwohnern pro Quadratkilometer beheimatet Kastilien-La Mancha allerdings nur ca. 4,3 % der Einwohner Spaniens. Sie umfasst den südlichen Teil der zentralspanischen Landschaft Kastilien. Wichtigste Städte sind Albacete, Guadalajara, die Hauptstadt Toledo, Talavera de la Reina, Ciudad Real und Cuenca.

## Geschichte
Kastilien-La Mancha ist die Nachfolgerin der historischen Region Neukastilien, die ihrerseits dem Königreich Toledo folgte. Das Königreich Toledo war eines der Königreiche (Taifa) von Al-Andalus, dessen Hauptstadt Alfonso VI., König von León von Kastilien, im Jahr 1085 eroberte. Später wurden die Gebiete von Cuenca 1177 erobert. In den übrigen südlichen Gebieten wurde die kastilische Herrschaft zur Zeit von Alfonso VIII., König von Kastilien, konsolidiert.
1605 erschien die erste Ausgabe des Buches Don Quijote de la Mancha von Miguel de Cervantes, das einen Teil Kastilien-La Manchas berühmt machte.
1785 wurde die Region durch eine Territorialordnung von Floridablanca in die Provinzen Cuenca, Guadalajara, Madrid, La Mancha und Toledo unterteilt. Die Bevölkerung von Albacete, Chinchilla de Monte-Aragón, Almansa, Hellín und Yeste hingegen wurden Teil des Königreichs Murcia.

„Historische Regionen“ Alt- und Neukastilien, 1833

Die mit der Krone von Kastilien assoziierten Königreiche wurden 1833 im Zuge einer durch den Minister Javier de Burgos durchgeführten territorialen Neugliederung Spaniens in historische Regionen eingeteilt, die wiederum in Provinzen gegliedert wurden. Die Region  Neukastilien (Castilla la Nueva) umfasste Madrid, Guadalajara, Toledo, Ciudad Real und Cuenca.
In der Phase des Übergangs zur Demokratie (transición) nach dem Tod Francisco Francos war das Thema der Regionalisierung eine der drängendsten und am meisten umstrittenen Fragen. Bei der Beratung der zukünftigen Verfassung verständigte man sich:
- Die Provinz Madrid, die historisch und geographisch zu Neukastilien zu zählen ist, bildete eine eigene uniprovinziale Autonome Gemeinschaft.
- Die restlichen Provinzen der „historischen Region“ Neukastilien bildeten zusammen mit der Provinz Albacete die Autonome Gemeinschaft Kastilien-La Mancha.

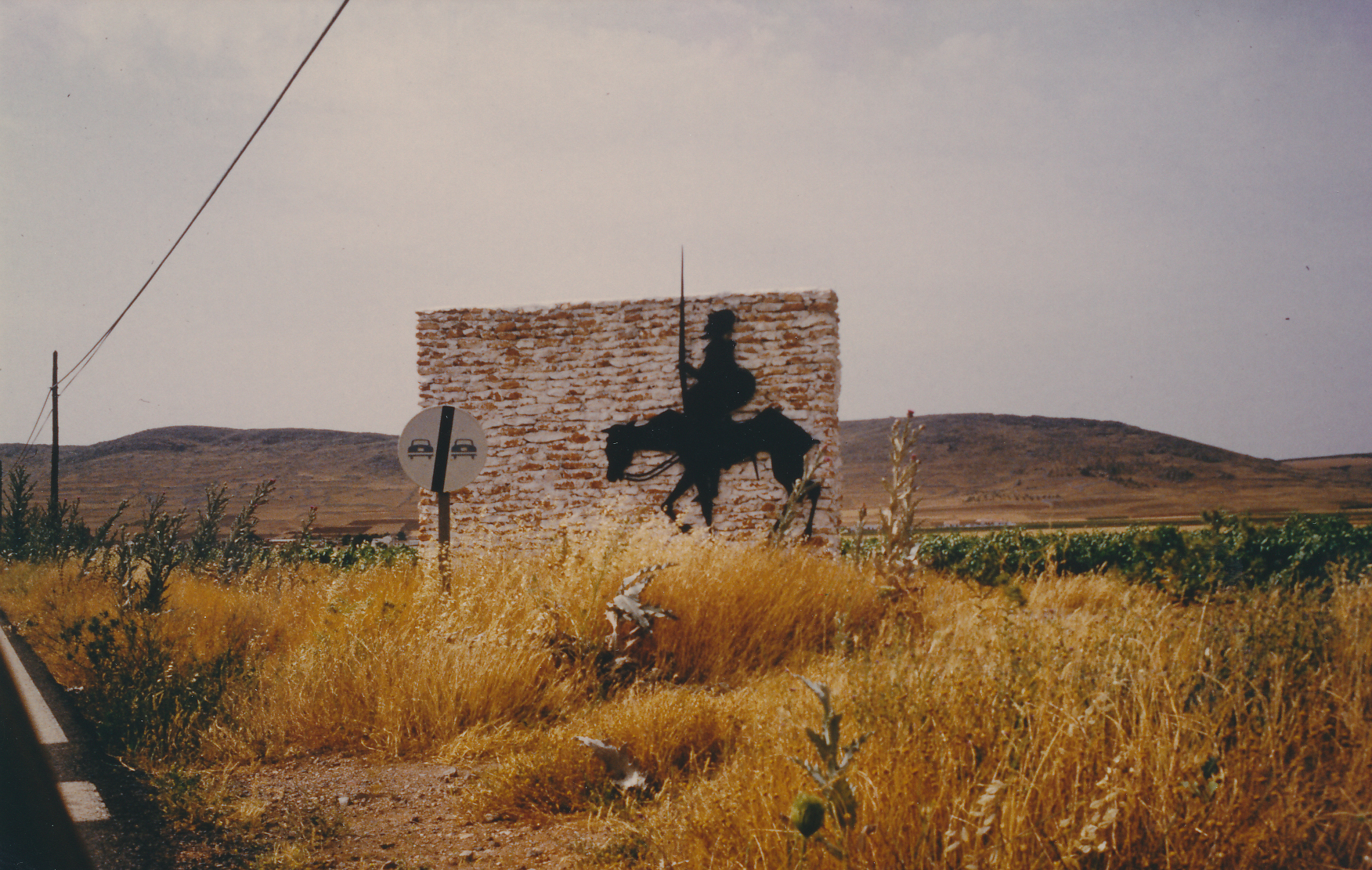
La Mancha, die Heimat Don Quijotes
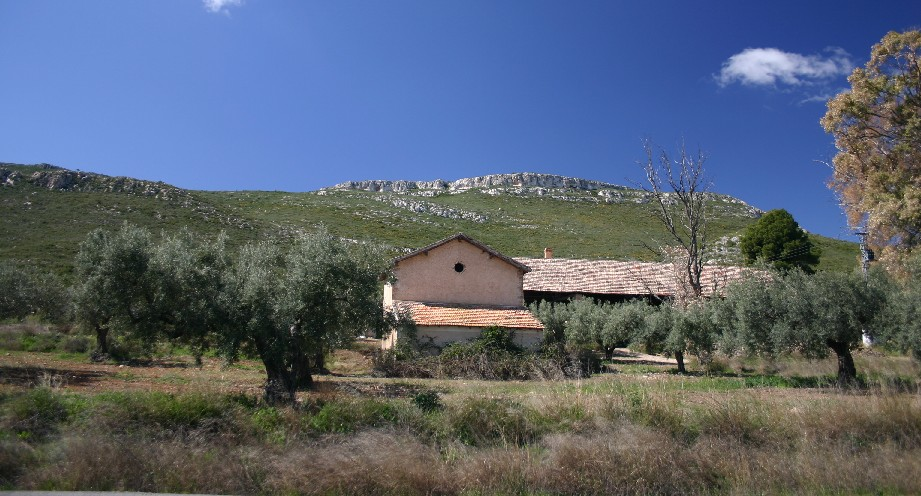
Landschaft von La Mancha: Sierra de Alcaraz.

## Wirtschaft
Im Vergleich mit dem BIP der EU ausgedrückt in Kaufkraftstandards erreicht die Region einen Index von 70 (EU-28:100) (2015). Mit einem Wert von 0,852 belegte Kastilien-La Mancha Platz 16 unter den 17 autonomen Gemeinschaften Spaniens im Index der menschlichen Entwicklung.
In der Nähe der Ortschaft Almadén befand sich das weltgrößte Zinnobervorkommen, das in der Mine von Almadén abgebaut wurde.
Das 190.000 ha (bestockte Rebfläche) große Weinanbaugebiet La Mancha ist mit Abstand das größte Spaniens. 300 Weingüter erzeugen jährlich rund 100 Mio. Liter Wein. In der Region werden u. a. kräftige Rotweine angebaut (Rebsorten: Merlot und Tempranillo).
Die hohe Arbeitslosigkeit ist ein Problem. Im Jahr 2017 betrug die Arbeitslosenquote 20,8 %.

## Wissenschaft
Die Einrichtungen der 1985 gegründeten dezentral organisierten Universität Kastilien-La Mancha sind über nahezu die gesamte Region verteilt. Ihre wichtigsten Standorte sind die Provinzhauptstädte Albacete, Ciudad Real, Cuenca und Toledo.
In Guadalajara befindet sich ein Campus der Universität Alcalá.

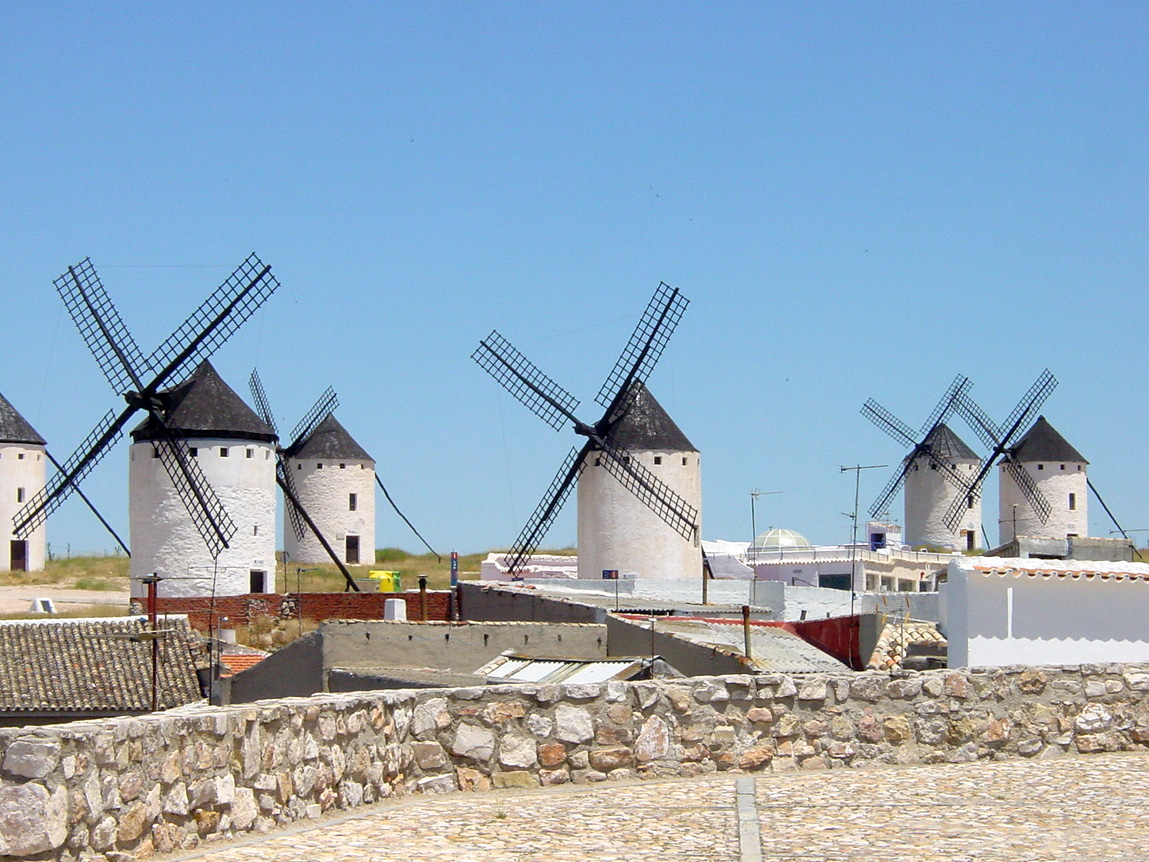
Windmühlen bei Campo de Criptana

## Literarisches
Die Landschaft der Mancha wurde bekannt durch die Figur des Don Quijote aus der Mancha, die Hauptfigur des Romans Der sinnreiche Junker Don Quijote von der Mancha von Miguel de Cervantes. In einem sehr bekannten Abenteuer kämpft er gegen die Windmühlen dieser Landschaft, die er in seinem Wahn für mit den Armen fuchtelnde Riesen hält.